# Трояновка (Теофипольский район)
Трояновка (укр. Троянівка) — село в Теофипольском районе Хмельницкой области Украины.
Входит в Лидыховецкий сельский совет.
Население по переписи 2001 года составляло 265 человек. Почтовый индекс — 30624. Телефонный код — 3844. Занимает площадь 0,813 км². Код КОАТУУ — 6824783504.

## Географическое положение
Расположено на берегу речки Норка, притоке Полтвы, за 7 километров от районного центра. На границе села находится древний курган.

## История
Впервые Трояновка была упомянута в документах 3 апреля 1572 года, которые хранятся в архиве князей рода Сапегов. Название села, очевидно, происходит от имени основателя или же первого поселенца. По преданию, ими были трое крестьян, называвшихся Янами. От того и приобрело имя село. Жители Трояновки перенесли большую трагедию — в 1593 году её полностью сожгли татары.

## Местный совет
30623, Хмельницкая обл., Теофипольский р-н, с. Ледыховка, ул. Центральная, тел. 9-82-10; 9-82-41